# پل کیسی (بازیکن فوتبال، زاده ۱۹۶۹)
پل کیسی (انگلیسی: Paul Casey؛ زادهٔ ۲۹ ژوئیهٔ ۱۹۶۹) بازیکن فوتبال است.